# Albrecht Bethe
Albrecht Theodor Julius Bethe (* 25. April 1872 in Stettin; † 19. Oktober 1954 in Frankfurt am Main) war ein deutscher Physiologe.

## Leben
Albrecht Bethe war ein Sohn des Stettiner Arztes Eduard Bethe († 1910) und dessen Ehefrau Marie Gerstaecker (* 1830; † 1917) aus Berlin, einer Nichte des Reiseschriftstellers Friedrich Gerstäcker. Sein Bruder Erich Bethe wurde klassischer Philologe, sein Bruder Martin Bethe wurde Arzt und betätigte sich nebenbei als Genealoge.
Bethe studierte an den Universitäten Freiburg, Berlin und Straßburg Medizin und schloss 1895 in München erfolgreich mit der Promotion ab, sein Hauptfach war Zoologie. Anschließend ging er als Assistent ans Physiologische Institut der Universität Straßburg, wo er 1898 zum Dr. med. promovierte. 1899 konnte sich Bethe dort in seinem Spezialgebiet Physiologie habilitieren, 1906 erhielt er den Titel Professor.
Im Jahr 1911 nahm Bethe einen Ruf der Universität Kiel als Ordentlicher Professor für Physiologie an. Dort war er bis 1915 tätig und wechselte dann nach Frankfurt am Main an die 1914 neu gegründete Universität als Direktor des Instituts für Animalische Physiologie im Theodor-Stern-Haus. Zwar hatte Bethe die (unverbindliche) Zusage für Frankfurt bereits im Frühjahr 1914 erhalten, doch da die Institutsräume nicht früher bereitgestellt werden konnten, erhielt er den Ruf nach Frankfurt erst zum 1. April 1915 und zählt deshalb nicht zu den Gründungsordinarien der medizinischen Universität.  Während des Krieges forschte Bethe zur Überbrückung großer Nervendefekte, außerdem beriet er den Chirurgen Ferdinand Sauerbruch bei der Konstruktion von Bein- und Armprothesen. Er wurde 1916/17 zum Dekan der Medizinischen Fakultät berufen, 1917/18 zum Rektor der Universität. Von 1918 bis 1930 war Bethe Mitglied der Deutschen Demokratischen Partei.
Neben seiner eigentlichen Arbeit fungierte Bethe ab 1918 als Herausgeber von Pflügers Archiv. Er begründete außerdem mit Gustav von Bergmann, Gustav Embden und Alexander Ellinger das 1926 bis 1932 im Springer-Verlag herausgegebene Handbuch der normalen und pathologischen Physiologie, kurz Bethe-Embden genannt.
Albrecht Bethe wurde durch das Reichswissenschaftsministerium ab 1. Oktober 1937 aufgrund von § 6 des Gesetzes zur Wiederherstellung des Berufsbeamtentums in den Ruhestand versetzt, da er in zweiter Ehe mit einer ursprünglich jüdischen, später evangelisch getauften Frau verheiratet war. Gleichzeitig verlor er den Status des Emeritus und seine Bezüge wurden gesenkt.
1945 war Bethe einer der Ersten, die rehabilitiert wurden. Zum ersten Frankfurter Nachkriegssemester (Anfang Februar bis Ende März 1946) wurde Bethe als kommissarischer Leiter des Instituts für Animalische Physiologie eingesetzt, ehe Karl Wezler – der zunächst durch die Militärregierung entlassen worden war – im November 1947 wieder übernahm. Bethe starb 1954 im Alter von 82 Jahren.
Albrecht Bethe ist der Vater von Hans Bethe (1906–2005), Theoretischer Physiker und Nobelpreisträger für Physik (1967).

## Werke
- Allgemeine Anatomie und Physiologie des Nervensystems. 1903.
- als Mitherausgeber: Handbuch der normalen und pathologischen Physiologie. Springer, 1926–1932